# Donat Loup de Bigorre
Donat Loup (spagnolo Donato Lope, francese Donat Loup, catalano Donat Llop, e occitano Donat Lop; inizio secolo IX – 865 circa) fu Conte di Bigorre dall'819 alla sua morte.

## Origine
Donat Loup, secondo il documento n° XLIX del Recueil des historiens des Gaules et de la France. Tome 8 era figlio del duca di Guascogna, Lupo III e secondo LA VASCONIE. PREMIERE PARTIE da una amante (o moglie), di cui non si conoscono né il nome né gli ascendenti.

Lupo III di Guascogna era figlio di Centulo, a sua volta figlio secondogenito del duca di Guascogna, Adelrico (ca. 742- ca. 800).

## Biografia
Secondo LA VASCONIE. PREMIERE PARTIE Donat Loup nacque verso l'810.
Suo padre, Lupo III morì, probabilmente, poco dopo essere stato bandito, anche se non si conoscono le circostanze, come conferma LA VASCONIE. PREMIERE PARTIE.
Secondo la Vita Hludovici Imperatoris, nell'827, l'imperatore, Ludovico il Pio aveva ordinato, anche a Donat Loup di controbattere la ribellione di Aissó, nelle contee catalane.
Ancora secondo la Vita Hludovici Imperatoris, nell'838, Ludovico il Pio inviò Donat Loup, già citato col titolo di conte (Donatus itidem comes) missus in Settimania.

Che Donat Loup fosse  Conte di Bigorre, ci viene confermato ancora da LA VASCONIE. PREMIERE PARTIE, dal documento n° XLIX del Recueil des historiens des Gaules et de la France. Tome 8 e dalla Histoire de la Gascogne depuis les temps les plus reculés jusqu'à nos jours. Tome 1, che riporta che Donat Loup perseguì una prudente politica di pace.
Donat Loup morì verso l'865; ancora LA VASCONIE. PREMIERE PARTIE ci conferma che in quella data la moglie, Faquilo fece una donazione anche in suffragio dell'anima del marito.

A Donat Loup succedette il figlio primogenito Dat Donat.

## Matrimonio e discendenza
Donat Loup sposò Faquilo, figlia di Mancione o Mansione di una casata originaria del Lavedan sia secondo LA VASCONIE. PREMIERE PARTIE, che secondo la Histoire de la Gascogne depuis les temps les plus reculés jusqu'à nos jours. Tome 1. 

Donat Loup dalla moglie, Faquilo ebbe due figli:
- Dat Donat, conte di Bigorre[6][8];
- Loup Donat, conte di Bigorre[6][8].

### Fonti primarie
- (LA)  Recueil des historiens des Gaules et de la France. Tome 8.
- (LA)  Monumenta Germaniae Historica, Scriptorum tomus II.

### Letteratura storiografica
- René Poupardin, "Ludovico il Pio", cap. XVIII, vol. II (L'espansione islamica e la nascita dell'Europa feudale) della Storia del Mondo Medievale, pp. 558–582.
- (FR)  LA VASCONIE. PREMIERE PARTIE.
- (FR)  Histoire de la Gascogne depuis les temps les plus reculés jusqu'à nos jours. Tome 1.